# National Heritage Memorial Fund
Der National Heritage Memorial Fund (NHMF) ist eine Stiftung zur Erhaltung der historischen Stätten des Vereinigten Königreichs.
Auf Grundlage des britischen Denkmalschutzgesetzes National Heritage Act wurde 1980 eine staatliche Stiftung mit der Bezeichnung The National Heritage Memorial Fund errichtet. Auslöser für die Einrichtung der Stiftung war die öffentliche Versteigerung des Mentmore Towers und der damit verbundenen Auflösung der Sammlung.